# Stiftgeld
Stiftgeld (auch die Stift) war im Unterschied zur Gilt eine Geldabgabe, die jährlich zur Stiftzeit, d. h. um Michaeli (Michael(i)stag, 29. 9.), an den Grundherren für die Überlassung des Lehens zu leisten war.